# Ямненська світа
Ямненська світа — літостратиграфічний підрозділ палеоценових відкладів складчастих Карпат і Передкарпатського прогину.
Міцні щільні породи ямненської світи у місцях їх виходу на денну поверхню часто утворюють скелясті гряди з різким рельєфом, що контрасно виділяється в Карпатському ландшафті. В Орівській скибі Карпат прослідковується смуга таких скелястих утворень, які є не тільки своєрідними «пам'ятниками неживої природи» (водоспад в смт. Яремче та ін.), але і історичними знаменами княжої доби України (печерний монастир біля села Розгірче, «Скелі Довбуша» біля села Бубнище). Унікальною пам'яткою української культури довньоруського часу є релікти давньої наскельної фортеці Тустань (г. Камінь) біля села Урич неподалік смт. Східниця.

## Назва
Від назви села Ямна (зараз у межах Яремче) Івано-Франківської області.

## Поширення
Передкарпатський прогин, північні скиби Скибової зони Карпат.
Ямненські пісковики палеоценової епохи широко розвинуті серед відкладів крейдово-палеогенового структурного поверху Внутрішньої зони Передкарпатського прогину і в Скибовій зоні.

## Стратотип
природне відслонення поблизу с. Ямна

## Літологія
В основі ямненської світи залягають породи яремчанських верств, які є тонкоритмічним глинистим флішем. Вище звичайно лежить товща жовтувато-сірих товсто- і масивношаруватих, крупно- і середньозернистих невапнистих пісковиків, інколи з лінзами гравелітів. Потужність світи — від 0 до 140 м. Відклади світи залягають згідно на стрийській світі, і згідно перекриваються строкатими відкладами манявської світи.

## Фауністичні і флористичні рештки
| ←        | \| Кайнозой \| Кайнозой \| Кайнозой \| \| Палеоген \| Неоген \| Антропоген \| \| -------- \| -------- \| ---------- \| | →          |
| Кайнозой | |            |
| Палеоген | Неоген | Антропоген |

| Система/ Період                                                          | Відділ/ Епоха    | Ярус/ Вік           | Вік (млн років) | Вік (млн років) |
| ------------------------------------------------------------------------ | ---------------- | ------------------- | --------------- | --------------- |
| Неоген, N                                                                | Міоцен, N1       | Аквітанський, N1aqt | молодше         | молодше         |
| Палеоген, Ꝑ                                                              | Олігоцен, Ꝑ3     | Хаттський, Ꝑ3h      | 23,03           | 27,82           |
| Палеоген, Ꝑ                                                              | Олігоцен, Ꝑ3     | Рюпельський, Ꝑ3r    | 27,82           | 33,9            |
| Палеоген, Ꝑ                                                              | Еоцен, Ꝑ2        | Приабонський, Ꝑ2p   | 33,9            | 37,8            |
| Палеоген, Ꝑ                                                              | Еоцен, Ꝑ2        | Бартонський, Ꝑ2b    | 37,8            | 41.2            |
| Палеоген, Ꝑ                                                              | Еоцен, Ꝑ2        | Лютецький, Ꝑ2l      | 41,2            | 47,8            |
| Палеоген, Ꝑ                                                              | Еоцен, Ꝑ2        | Іпрський, Ꝑ2i       | 47,8            | 56,0            |
| Палеоген, Ꝑ                                                              | Палеоцен, Ꝑ1     | Танетський, Ꝑ1t     | 56,0            | 59,2            |
| Палеоген, Ꝑ                                                              | Палеоцен, Ꝑ1     | Зеландський, Ꝑ1z    | 59,2            | 61,6            |
| Палеоген, Ꝑ                                                              | Палеоцен, Ꝑ1     | Данський, Ꝑ1d       | 61,6            | 66,0            |
| Крейда, K                                                                | Верхня/Пізня, K2 | Маастрихтський, K2m | древніше        | древніше        |
| Підрозділи палеогенової системи наведені згідно МКС, станом на 2018 рік. |                  |                     |                 |                 |
| п о р                                                                    |                  |                     |                 |                 |